# Zoopark Zelčín
Zoopark Zelčín je největší kontaktní zoopark v Čechách. Je zaměřen převážně na chov domácích zvířat a umožňuje návštěvníkům přímý kontakt se všemi zvířaty, která jsou zde chována.

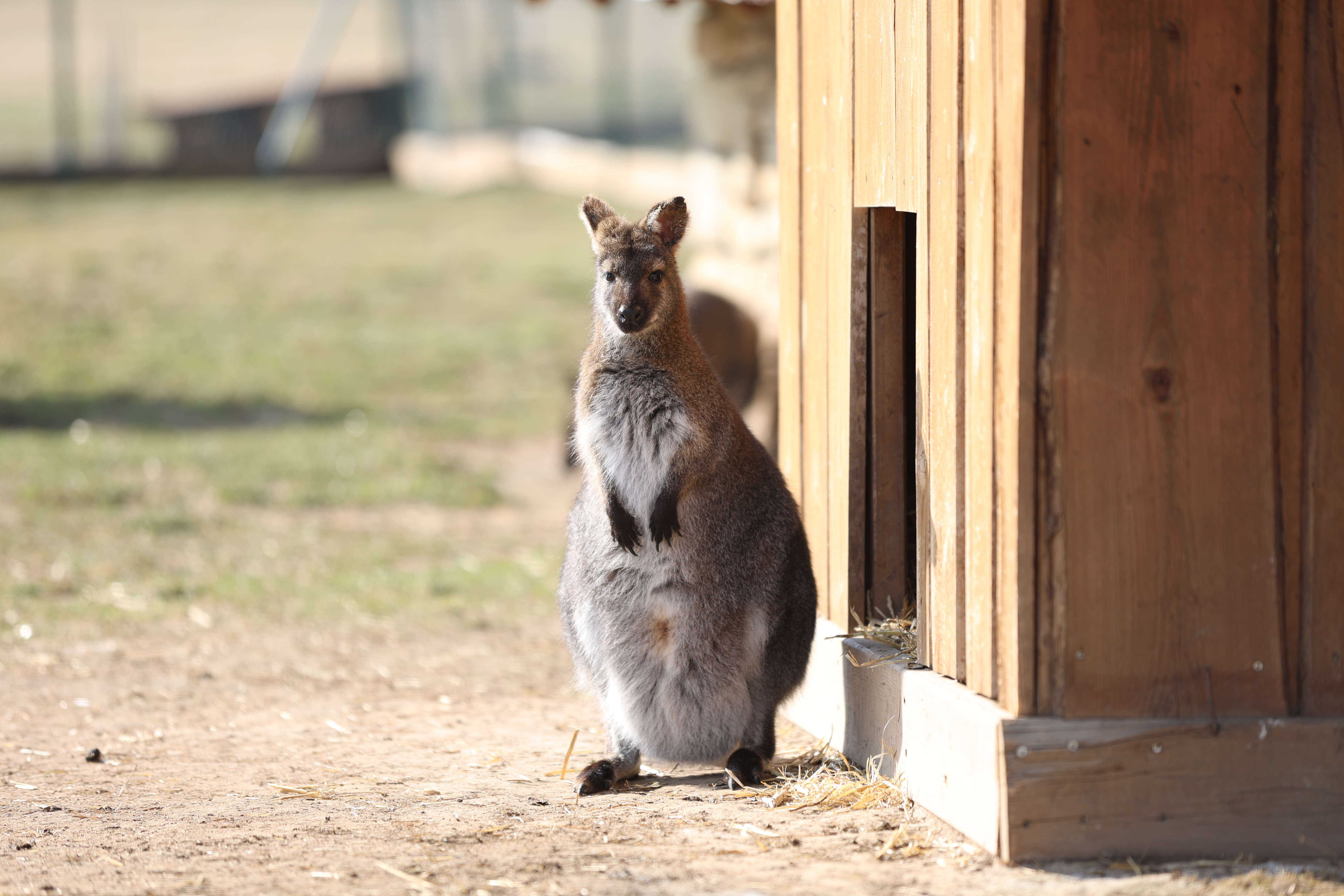
Návštěvníci mohou vstoupit do výběhu klokanů a nakrmit je v rámci komentovaného krmení (klokan Bennettův)

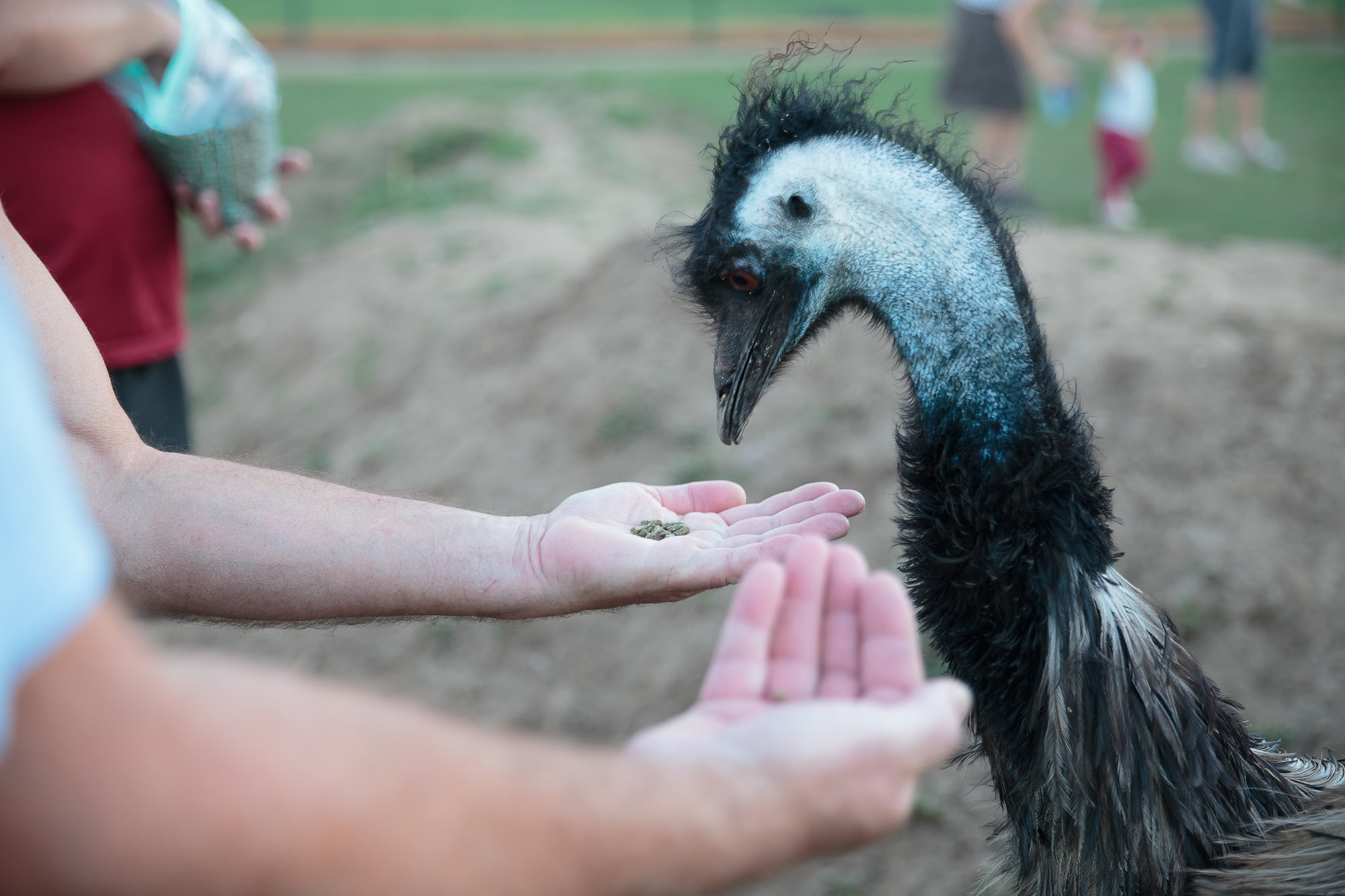
Přímý kontakt se zvířaty v Zooparku Zelčín: krmení emu hnědých v rámci komentované prohlídky s průvodcem

Zoopark se nachází v blízkosti Vraňansko-hořínského plavebního kanálu v malé vesnici Zelčín vzdálené 5 kilometrů od Mělníka. Celková rozloha je 8 hektarů. V areálu je několik multidruhových výběhů, kde mají návštěvníci možnost neomezeného vstupu a pohybu mezi zvířaty – mohou je pohladit, nakrmit a volně procházet v jejich prostředí. Zejména dětem se tak nabízí možnost prvního setkání s převážně českými domácími zvířaty. Ve společných kontaktních výbězích se nacházejí mimo jiné ovce, kozy, lamy, poníci, krůty, slepice a různé druhy kachen a hus.
Další zvířata jsou chována v uzavřených výbězích, kam návštěvníky doprovodí ošetřovatelé v rámci komentovaného krmení. Mohou tak navštívit výběhy klokanů, emu, nandu, mar, miniprasátek, krav či koní. Od roku 2022 jsou v zooparku nově chovány surikaty a želvy obrovské.
Zoopark Zelčín má otevřeno celoročně, nabízí tak možnost navštívit zvířata i mimo tradiční sezónu a v zimě.

## Zvířata v zooparku
Počet zvířat i rozmanitost druhů se v zooparku průběžně mění. Mezi hlavní chované druhy patří:
- emu hnědý
- fjordský kůň
- göttingenské miniprase
- klokan Benettův
- koza holandská – zakrslá
- lama alpaka
- mara stepní
- nandu pampový
- osel domácí
- ovce ouessantská
- surikata
- tur domácí – plemeno dexter
- želva obrovská

## Galerie

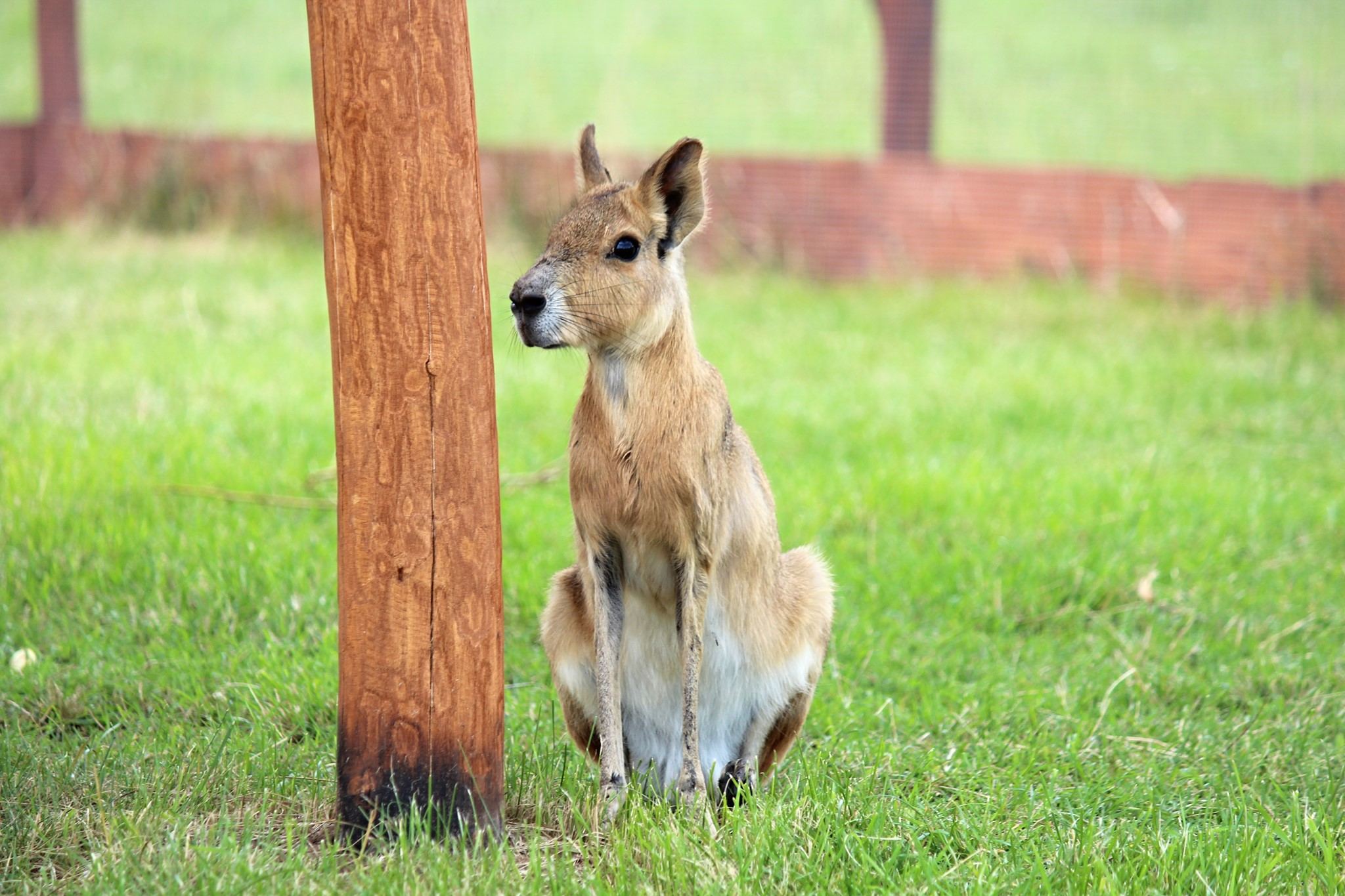
Mara stepní
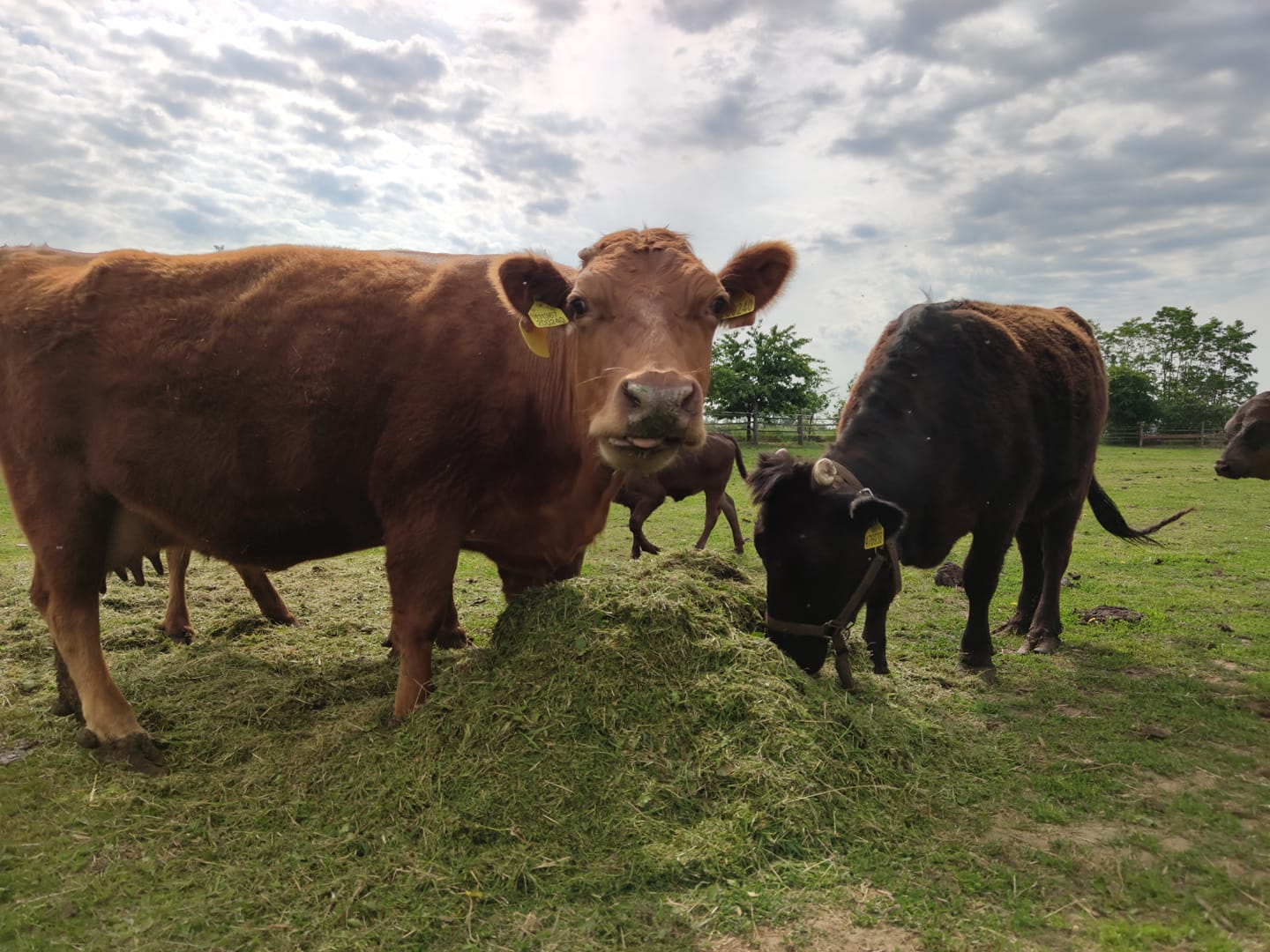
Kráva plemene dexter
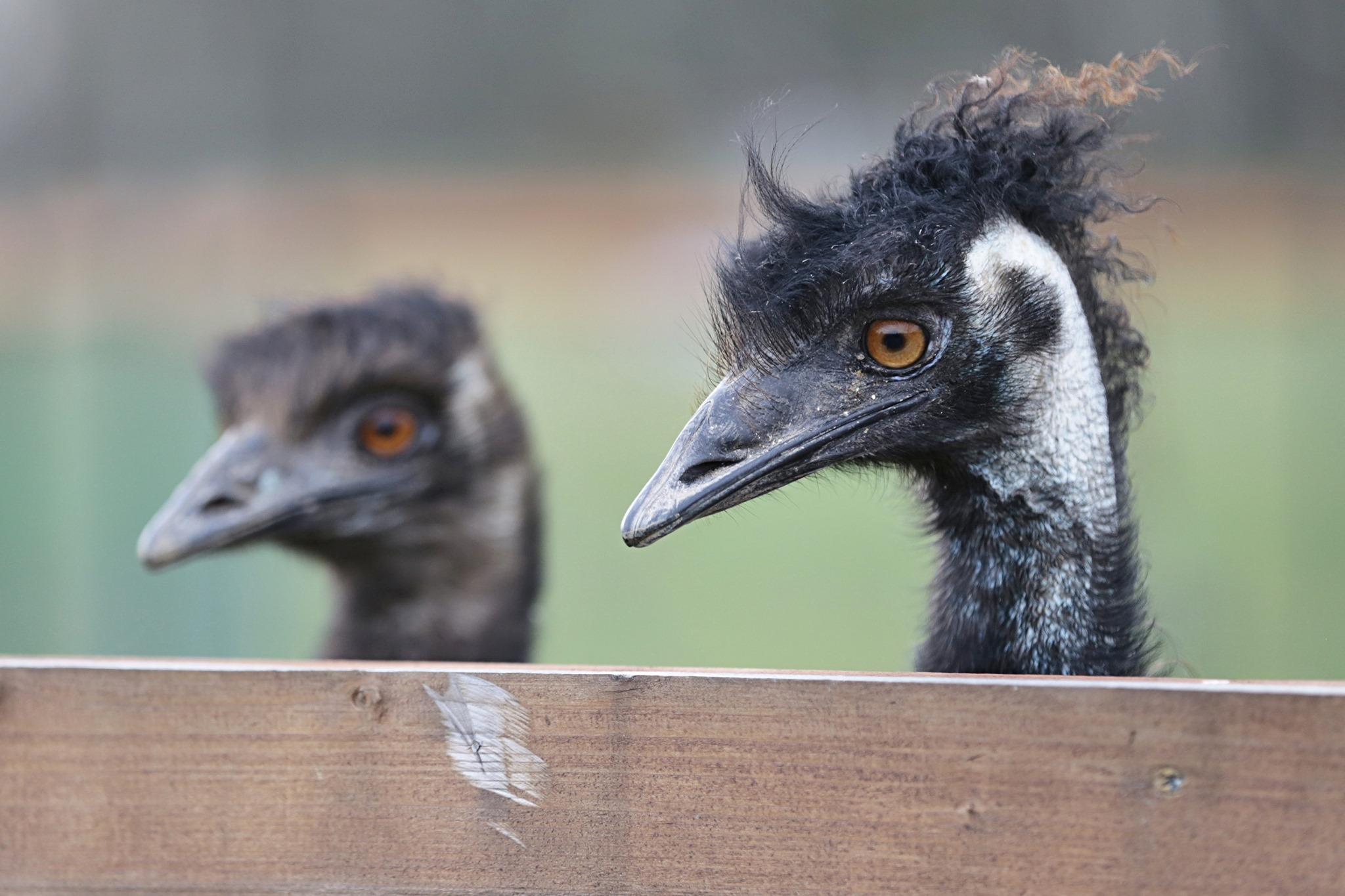
Emu hnědý
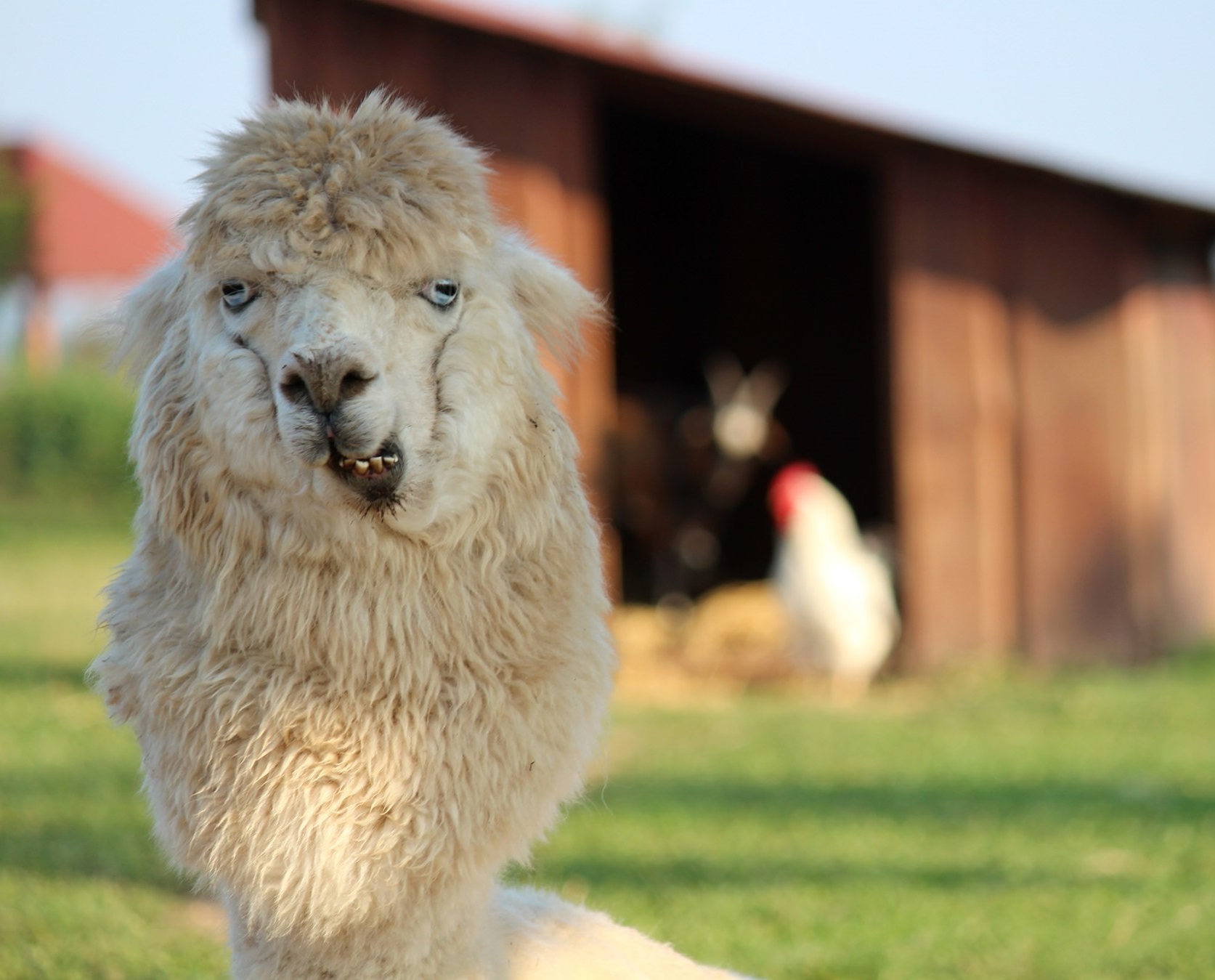
Lama alpaka
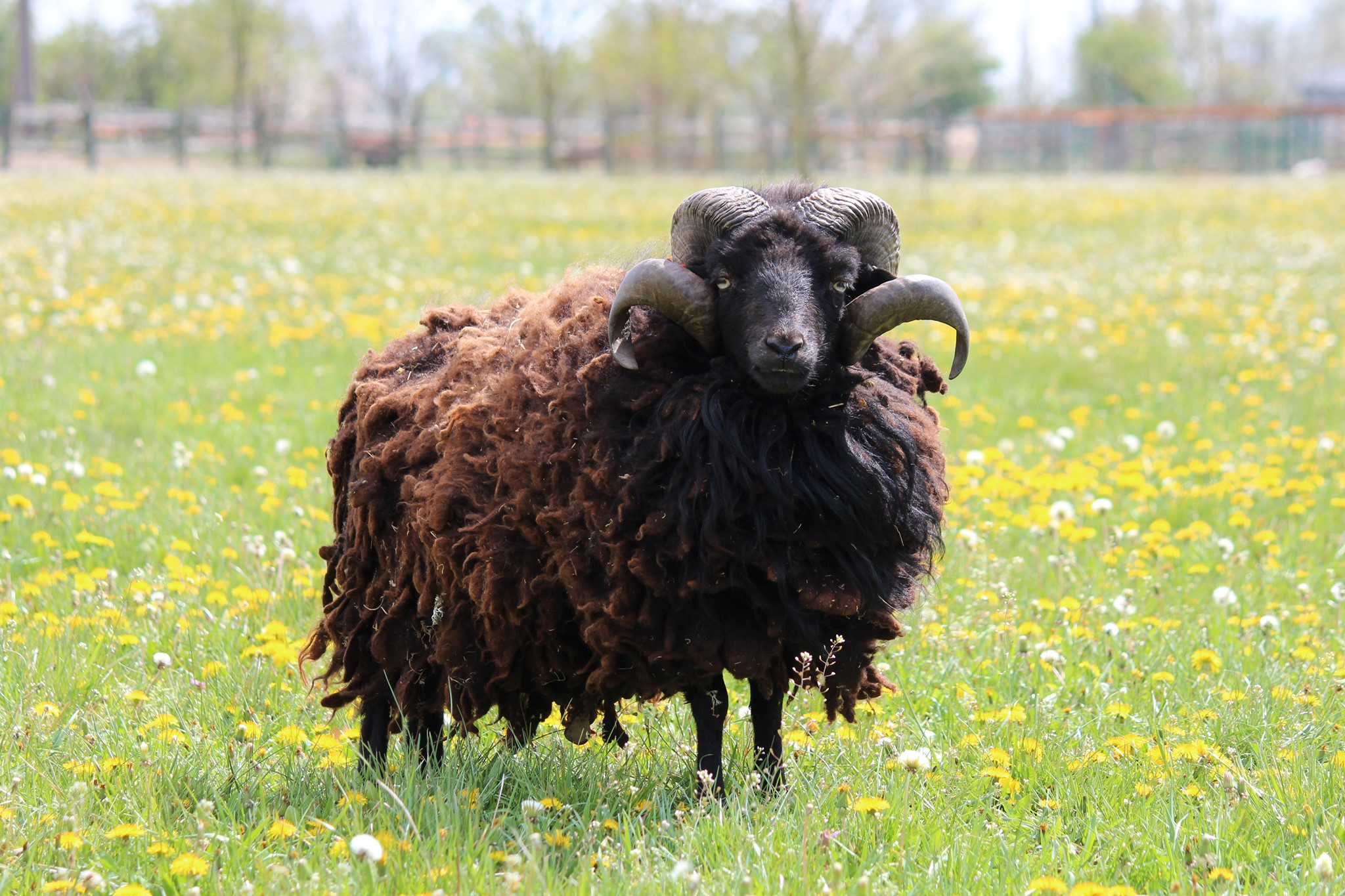
Ovce ouessantská
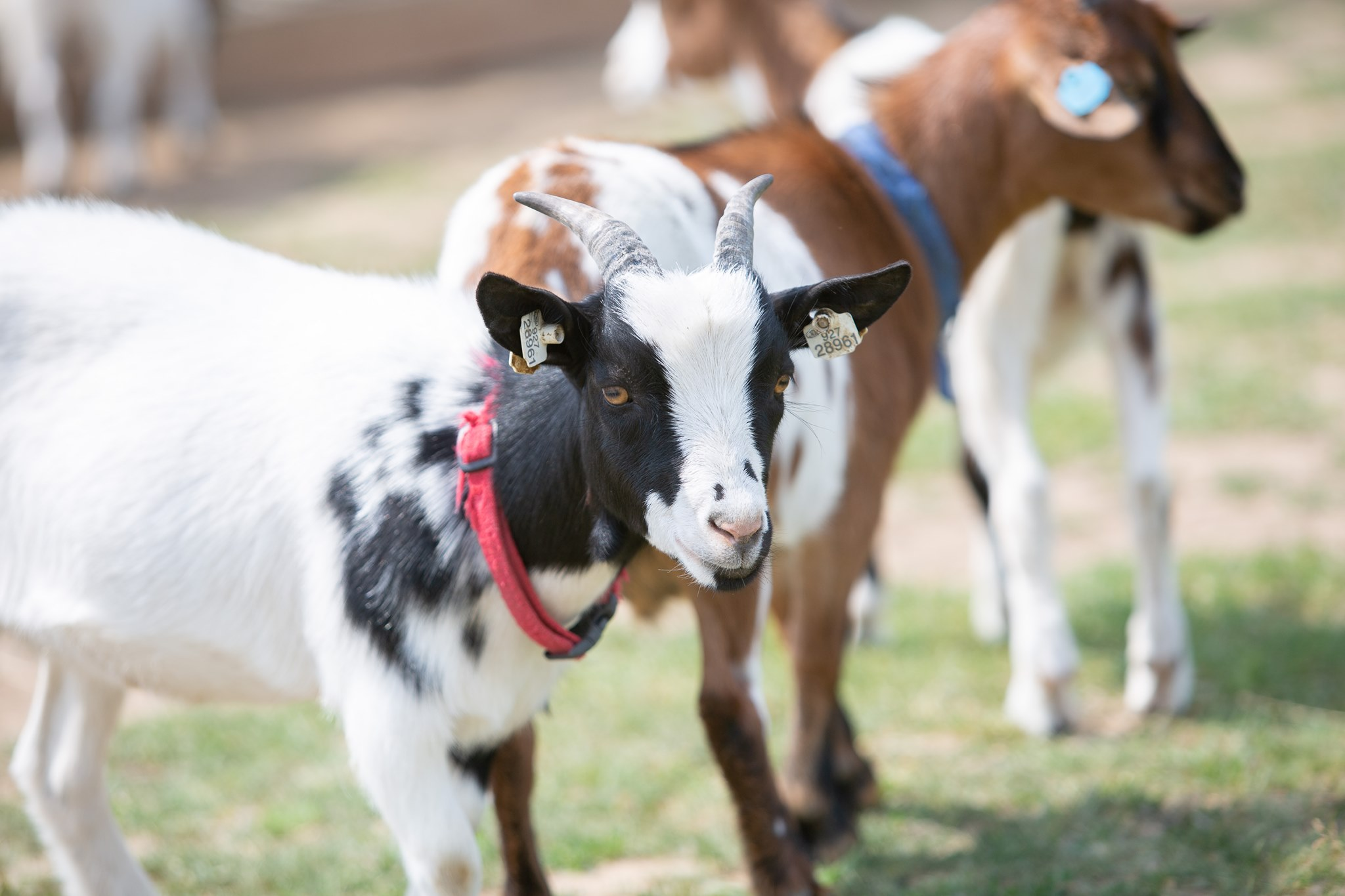
Koza holadská zakrslá
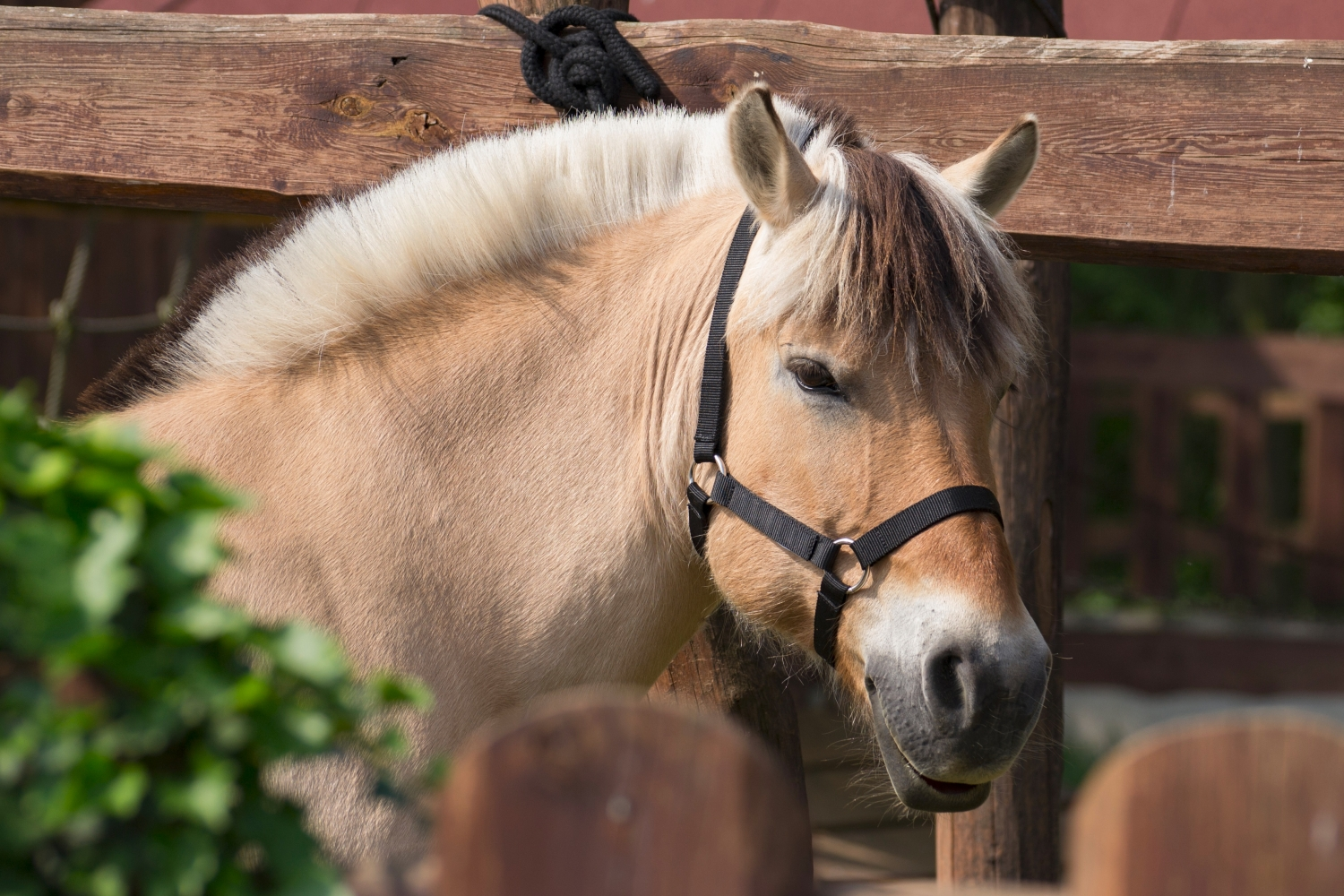
Fjordský kůň
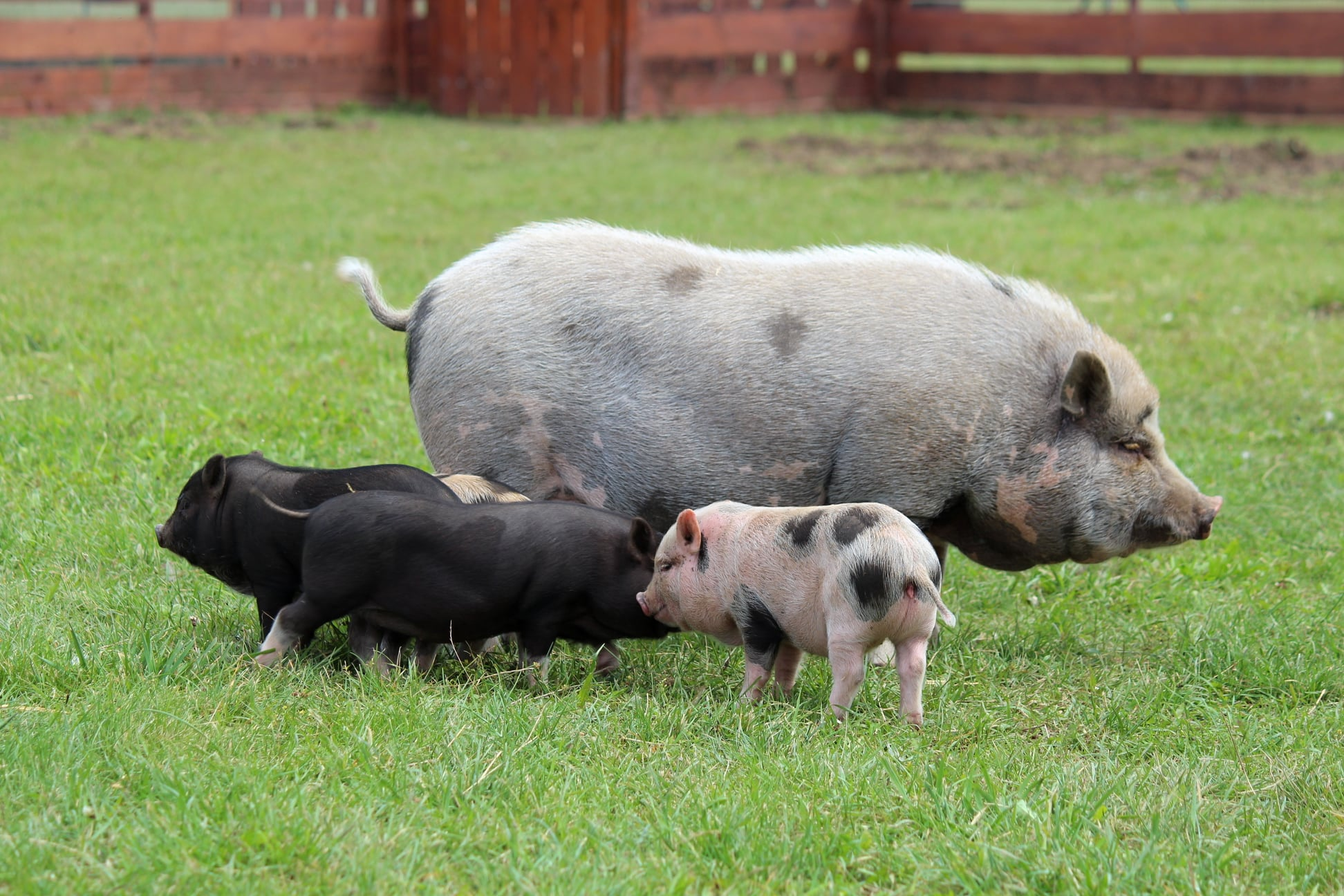
Göttingenské miniprase
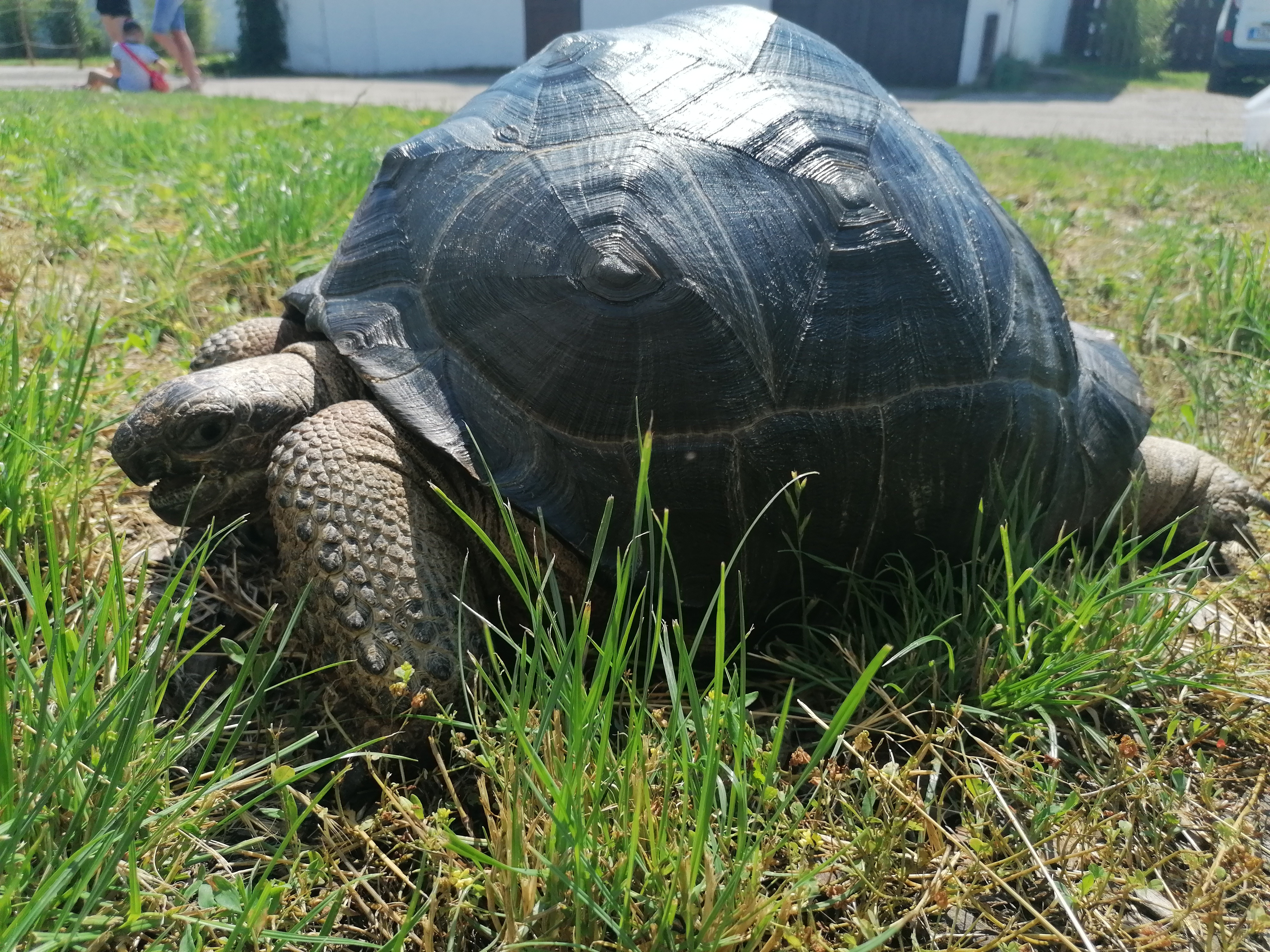
Želva obrovská